# Gašper Markič
Gašper Markič (Kranj, 22 agosto 1986) è un allenatore di sci alpino ed ex sciatore alpino sloveno.

## Biografia

### Carriera sciistica

#### Stagioni 2002-2009
Originario di Bistrica pri Tržiču, frazione di Tržič, Markič esordì in gare riconosciute dalla FIS il 13 dicembre 2001 giungendo 28º in uno slalom speciale a Maribor, in Slovenia. Il 1º marzo 2004 disputò la sua prima gara in Coppa Europa a Kranjska Gora, uno slalom speciale, senza portarla a termine.
Ai Mondiali juniores di Québec 2006, in Canada, conquistò la medaglia d'argento nel supergigante dietro all'austriaco Michael Sablatnik. Il 16 gennaio 2009 debuttò in Coppa del Mondo nella supercombinata di Wengen in Svizzera, senza completarla; un mese dopo, il 12 febbraio a Sarentino in Italia, conquistò in discesa libera il suo primo podio in Coppa Europa, piazzandosi secondo alle spalle dell'atleta di casa Patrick Staudacher.

#### Stagioni 2010-2012
Conquistò i suoi primi punti nel massimo circuito internazionale il 4 dicembre 2009 con il 29º posto ottenuto nella discesa libera di Beaver Creek negli Stati Uniti. L'8 gennaio 2011 colse a Wengen il suo secondo e ultimo podio in Coppa Europa (2º in supergigante), mentre il 29 gennaio successivo ottenne a Chamonix il suo miglior piazzamento di carriera in Coppa del Mondo: 12º in discesa libera. Prese quindi parte alla sua unica rassegna iridata, Garmisch-Partenkirchen 2011, piazzandosi 30º nella discesa libera.
Si ritirò al termine della stagione 2011-2012; la sua ultima gara in Coppa del Mondo fu il supergigante di Lillehammer Kvitfjell del 4 marzo e la sua ultima gara in carriera fu la supercombinata dei Campionati tedeschi 2012, il 28 marzo a Garmisch-Partenkirchen: in entrambi i casi non completò la gara.

### Carriera da allenatore
Dopo il ritiro è divenuto allenatore nei quadri della Federazione sciistica della Slovenia.

## Palmarès

### Mondiali juniores
- 1 medaglia:
  - 1 argento (supergigante a Québec 2006)

### Coppa del Mondo
- Miglior piazzamento in classifica generale: 108º nel 2012

### Coppa Europa
- Miglior piazzamento in classifica generale: 28º nel 2009
- 2 podi (1 in discesa libera, 1 in supergigante):
  - 2 secondi posti

### South American Cup
- Miglior piazzamento in classifica generale: 11º nel 2010
- 2 podi:
  - 2 secondi posti